# اولد میستیک (کنتیکت)
اولد میستیک (به انگلیسی: Old Mystic) یک منطقهٔ مسکونی در ایالات متحده آمریکا است که در کنتیکت واقع شده‌است.